# Chrysina flohri
Chrysina flohri är en skalbaggsart som beskrevs av Ohaus 1905. Chrysina flohri ingår i släktet Chrysina och familjen Rutelidae. Inga underarter finns listade i Catalogue of Life.